# ننه نقلی
ننه نقلی فیلمی به کارگردانی و نویسندگی پرویز صبری ساختهٔ سال ۱۳۹۰ است. این فیلم در تاریخ ۱۲ خرداد ۱۳۹۵ در سینماهای ایران اکران شده‌است.

## خلاصه داستان
داستان سفر تعدادی کودک و مربی‌شان به شمال کشور است که بچه‌ها در طول راه از مربی می‌خواهند برای‌شان قصه بگوید و مربی قصه ننه نقلی و کدو قلقله زن را تعریف می‌کند.

## بازیگران
- سعدی افشار
- رابعه اسکویی
- قدرت‌الله ایزدی
- احمدرضا اسعدی
- رضا عظیمی
- اسدالله یکتا